# Football League Championship 2017/18
Het seizoen 2017/18 van de Football League Championship (ook wel bekend onder de naam Sky Bet Championship vanwege sponsorcontracten) was het veertiende seizoen van de Football League Championship onder de huidige naam en het zesentwintigste seizoen in de huidige opzet. Het seizoen in deze op een na hoogste divisie in Engeland begon op 4 augustus met het duels tussen Sunderland - Derby County 1-1 en Nottingham Forest - Millwall 1-0. De 46ste en laatste speelronde vond plaats op zondag 6 mei 2018.
Wolverhampton Wanderers eindigde als de kampioen en maakte daardoor sinds het seizoen 2011-12 zijn rentree in de Premier League. De club wist het kampioenschap op de 43e speeldag binnen te slepen door thuis met 2-0 te winnen van Birmingham City terwijl naaste concurrent Fulham niet wist te winnen van Brentford. Cardiff City wist de tweede plaats te behalen en promoveerde hierdoor ook naar de Premier League 2018/19.
Achter Wolverhampton Wanderers en Cardiff City speelden Fulham tegen Derby County en Aston Villa tegen Middlesbrough in de play-offs voor de derde en laatste promotie plek naar de Premier League. Fulham wist te winnen van Derby County en Aston Villa won van Middlesbrough. In de finale was Fulham met 1-0 te sterk voor Aston Villa door een doelpunt van Tom Cairney.

## Teams
Er namen 24 teams deel aan de Football League Championship in het seizoen 2016/17. Zes teams waren afkomstig uit andere divisies en zes teams waren naar andere competities gepromoveerd of gedegradeerd. Sheffield United, Bolton Wanderers en Millwall promoveerden uit de League One en Hull City, Middlesbrough en Sunderland degradeerden uit de Premier League. Blackburn Rovers, Wigan Athletic en Rotherham United degradeerden naar de League One en Newcastle United, Brighton & Hove Albion en Huddersfield Town promoveerden naar de Premier League.
| · Londen Aston Villa Barnsley Birmingham City Bolton Wanderers Bristol City Burton Albion Cardiff City Derby County Hull City Ipswich Town Leeds United Middlesbrough Norwich City Nottingham Forest Preston North End Reading Sheffield United Sheffield Wednesday Sunderland Wolverhampton Londen teams · Brentford · Fulham · Millwall · Queens Park Rangers · Locatie teams in Football Championship 2017/18 · Brentford Fulham Millwall Queens Park Rangers Greater London Championship teams \| Club \| Plaats \| Stadion \| Capaciteit \| \| ----------------------- \| ------------------------ \| -------------------- \| ---------- \| \| Aston Villa \| Birmingham \| Villa Park \| 42.790 \| \| Barnsley \| Barnsley \| Oakwell Stadium \| 23.009 \| \| Birmingham City \| Birmingham \| St. Andrew's \| 30.015 \| \| Bolton Wanderers \| Bolton \| Macron Stadium \| 28.723 \| \| Brentford \| Londen, Brentford \| Griffin Park \| 12.300 \| \| Bristol City \| Bristol \| Ashton Gate \| 27.000 \| \| Burton Albion \| Burton upon Trent \| Pirelli Stadium \| 6.912 \| \| Cardiff City \| Cardiff \| Cardiff City Stadium \| 33.300 \| \| Derby County \| Derby \| Pride Park \| 33.600 \| \| Fulham \| Londen, Fulham \| Craven Cottage \| 25.700 \| \| Hull City \| Kingston upon Hull \| KCOM Stadium \| 25.404 \| \| Ipswich Town \| Ipswich \| Portman Road \| 30.300 \| \| Leeds United \| Leeds \| Elland Road \| 37.890 \| \| Middlesbrough \| Middlesbrough \| Riverside Stadium \| 34.742 \| \| Millwall \| Londen, South Bermondsey \| The Den \| 20.146 \| \| Norwich City \| Norwich \| Carrow Road \| 27.220 \| \| Nottingham Forest \| Nottingham \| City Ground \| 30.445 \| \| Preston North End \| Preston \| Deepdale \| 23.408 \| \| Queens Park Rangers \| Londen, Shepherd's Bush \| Loftus Road \| 18.439 \| \| Reading \| Reading \| Madejski Stadium \| 24.161 \| \| Sheffield United \| Sheffield \| Bramall Lane \| 32.702 \| \| Sheffield Wednesday \| Sheffield \| Hillsborough \| 39.752 \| \| Sunderland \| Sunderland \| Stadium of Light \| 49.000 \| \| Wolverhampton Wanderers \| Wolverhampton \| Molineux \| 31.700 \| |                          |                      |            |
| Club | Plaats                   | Stadion              | Capaciteit |
| Aston Villa | Birmingham               | Villa Park           | 42.790     |
| Barnsley | Barnsley                 | Oakwell Stadium      | 23.009     |
| Birmingham City | Birmingham               | St. Andrew's         | 30.015     |
| Bolton Wanderers | Bolton                   | Macron Stadium       | 28.723     |
| Brentford | Londen, Brentford        | Griffin Park         | 12.300     |
| Bristol City | Bristol                  | Ashton Gate          | 27.000     |
| Burton Albion | Burton upon Trent        | Pirelli Stadium      | 6.912      |
| Cardiff City | Cardiff                  | Cardiff City Stadium | 33.300     |
| Derby County | Derby                    | Pride Park           | 33.600     |
| Fulham | Londen, Fulham           | Craven Cottage       | 25.700     |
| Hull City | Kingston upon Hull       | KCOM Stadium         | 25.404     |
| Ipswich Town | Ipswich                  | Portman Road         | 30.300     |
| Leeds United | Leeds                    | Elland Road          | 37.890     |
| Middlesbrough | Middlesbrough            | Riverside Stadium    | 34.742     |
| Millwall | Londen, South Bermondsey | The Den              | 20.146     |
| Norwich City | Norwich                  | Carrow Road          | 27.220     |
| Nottingham Forest | Nottingham               | City Ground          | 30.445     |
| Preston North End | Preston                  | Deepdale             | 23.408     |
| Queens Park Rangers | Londen, Shepherd's Bush  | Loftus Road          | 18.439     |
| Reading | Reading                  | Madejski Stadium     | 24.161     |
| Sheffield United | Sheffield                | Bramall Lane         | 32.702     |
| Sheffield Wednesday | Sheffield                | Hillsborough         | 39.752     |
| Sunderland | Sunderland               | Stadium of Light     | 49.000     |
| Wolverhampton Wanderers | Wolverhampton            | Molineux             | 31.700     |

## Personeel en sponsoring
| Team                    | Manager            | Aanvoerder       | Kleding merk  | Sponsor           |
| ----------------------- | ------------------ | ---------------- | ------------- | ----------------- |
| Aston Villa             | Steve Bruce        | John Terry       | Under Armour  | Unibet            |
| Barnsley                | José Morais        | Andy Yiadom      | Puma          | C.K. Beckett      |
| Birmingham City         | Garry Monk         | Michael Morrison | Adidas        | 888sport          |
| Bolton Wanderers        | Phil Parkinson     | Darren Pratley   | Macron        | Betfred           |
| Brentford               | Dean Smith         | John Egan        | Adidas        | LeoVegas          |
| Bristol City            | Lee Johnson        | Bailey Wright    | Bristol Sport | Lancer Scott      |
| Burton Albion           | Nigel Clough       | Jake Buxton      | TAG           | Tempobet          |
| Cardiff City            | Neil Warnock       | Sean Morrison    | Adidas        | Visit Malaysia    |
| Derby County            | Gary Rowett        | Curtis Davies    | Umbro         | Avon Tyres        |
| Fulham                  | Slaviša Jokanović  | Tom Cairney      | Adidas        | Grosvenor Casinos |
| Hull City               | Nigel Adkins       | Michael Dawson   | Umbro         | SportPesa         |
| Ipswich Town            | Paul Hurst         | Luke Chambers    | Adidas        | Marcus Evans      |
| Leeds United            | Paul Heckingbottom | Liam Cooper      | Kappa         | 32red             |
| Middlesbrough           | Tony Pulis         | Grant Leadbitter | Adidas        | Ramsden Currency  |
| Norwich City            | Daniel Farke       | Ivo Pinto        | Erreà         | LeoVegas          |
| Nottingham Forest       | Aitor Karanka      | Chris Cohen      | Adidas        | 888sport          |
| Preston North End       | Alex Neil          | Greg Cunningham  | Nike          | Tempobet          |
| Queens Park Rangers     | Ian Holloway       | Nedum Onuoha     | Erreà         | Royal Panda       |
| Reading                 | Paul Clement       | Liam Moore       | Puma          | Carabao           |
| Sheffield United        | Chris Wilder       | Billy Sharp      | Adidas        | Teletext Holidays |
| Sheffield Wednesday     | Jos Luhukay        | Glenn Loovens    | Elev8         | Chansiri          |
| Sunderland              | Jack Ross          | Lee Cattermole   | Adidas        | Dafabet           |
| Wolverhampton Wanderers | Nuno               | Danny Batth      | Puma          | The Money Shop    |

## Managerial changes
| Team                    | Vertrekkend manager | reden van vertek        | Datum vertrek     | Plaats in de stand | Nieuwe manager      | Aanstellingsdatum |
| ----------------------- | ------------------- | ----------------------- | ----------------- | ------------------ | ------------------- | ----------------- |
| Norwich City            | Alan Irvine         | Einde interim manager   | 7 mei 2017        | Voor seizoen       | Daniel Farke        | 25 mei 2017       |
| Middlesbrough           | Steve Agnew         | Einde interim manager   | 21 May 2017       | Voor seizoen       | Garry Monk          | 9 June 2017       |
| Sunderland              | David Moyes         | Ontslag genomen         | 22 mei 2017       | Voor seizoen       | Simon Grayson       | 29 juni 2017      |
| Leeds United            | Garry Monk          | Ontslag genomen         | 25 mei 2017       | Voor seizoen       | Thomas Christiansen | 15 juni 2017      |
| Hull City               | Marco Silva         | Ontslag genomen         | 25 mei 2017       | Voor seizoen       | Leonid Sloetski     | 9 juni 2017       |
| Wolverhampton Wanderers | Paul Lambert        | Gezamenlijke beslissing | 30 mei 2017       | Voor seizoen       | Nuno                | 31 mei 2017       |
| Preston North End       | Simon Grayson       | naar Sunderland         | 29 juni 2017      | Voor seizoen       | Alex Neil           | 4 juli 2017       |
| Birmingham City         | Harry Redknapp      | Ontslagen               | 16 september 2017 | 23e                | Steve Cotterill     | 29 september 2017 |
| Sunderland              | Simon Grayson       | Ontslagen               | 31 oktober 2017   | 22e                | Chris Coleman       | 17 november 2017  |
| Hull City               | Leonid Sloetski     | Gezamenlijke beslissing | 3 december 2017   | 20e                | Nigel Adkins        | 7 december 2017   |
| Middlesbrough           | Garry Monk          | Ontslagen               | 23 december 2017  | 9e                 | Tony Pulis          | 26 december 2017  |
| Sheffield Wednesday     | Carlos Carvalhal    | Gezamenlijke beslissing | 24 december 2017  | 15e                | Jos Luhukay         | 5 januari 2018    |
| Nottingham Forest       | Mark Warburton      | Ontslagen               | 31 december 2017  | 14e                | Aitor Karanka       | 8 januari 2018    |
| Leeds United            | Thomas Christiansen | Ontslagen               | 4 februari 2018   | 10e                | Paul Heckingbottom  | 6 februari 2018   |
| Barnsley                | Paul Heckingbottom  | naar Leeds United       | 6 februari 2018   | 21e                | José Morais         | 16 februari 2018  |
| Birmingham City         | Steve Cotterill     | Ontslagen               | 3 maart 2018      | 22e                | Garry Monk          | 4 maart 2018      |
| Reading                 | Jaap Stam           | Ontslagen               | 21 maart 2018     | 18e                | Paul Clement        | 23 maart 2018     |
| Ipswich Town            | Mick McCarthy       | Ontslag genomen         | 10 april 2018     | 12e                | Paul Hurst          | 30 mei 2018       |
| Sunderland              | Chris Coleman       | Ontslagen               | 29 april 2018     | 24e                | Jack Ross           | 25 mei 2018       |

## Eindstand
| Pos | Team                           | Wed | W  | G  | V  | Ptn | DV | DT | +/− | Promotie, kwalificatie of degradatie     |
| --- | ------------------------------ | --- | -- | -- | -- | --- | -- | -- | --- | ---------------------------------------- |
| 1   | Wolverhampton Wanderers (K, P) | 46  | 30 | 9  | 7  | 99  | 82 | 39 | +43 | Promotie naar de Premier League          |
| 2   | Cardiff City (P)               | 46  | 27 | 9  | 10 | 90  | 69 | 39 | +30 | Promotie naar de Premier League          |
| 3   | Fulham (O, P)                  | 46  | 25 | 13 | 8  | 88  | 79 | 46 | +33 | Kwalificatie voor Championship play-offs |
| 4   | Aston Villa                    | 46  | 24 | 11 | 11 | 83  | 72 | 42 | +30 | Kwalificatie voor Championship play-offs |
| 5   | Middlesbrough                  | 46  | 22 | 10 | 14 | 76  | 67 | 45 | +22 | Kwalificatie voor Championship play-offs |
| 6   | Derby County                   | 46  | 20 | 15 | 11 | 75  | 70 | 48 | +22 | Kwalificatie voor Championship play-offs |
| 7   | Preston North End              | 46  | 19 | 16 | 11 | 73  | 57 | 46 | +11 |                                          |
| 8   | Millwall                       | 46  | 19 | 15 | 12 | 72  | 56 | 45 | +11 |                                          |
| 9   | Brentford                      | 46  | 18 | 15 | 13 | 69  | 62 | 52 | +10 |                                          |
| 10  | Sheffield United               | 46  | 20 | 9  | 17 | 69  | 62 | 55 | +7  |                                          |
| 11  | Bristol City                   | 46  | 17 | 16 | 13 | 67  | 67 | 58 | +9  |                                          |
| 12  | Ipswich Town                   | 46  | 17 | 9  | 20 | 60  | 57 | 60 | −3  |                                          |
| 13  | Leeds United                   | 46  | 17 | 9  | 20 | 60  | 59 | 64 | −5  |                                          |
| 14  | Norwich City                   | 46  | 15 | 15 | 16 | 60  | 49 | 60 | −11 |                                          |
| 15  | Sheffield Wednesday            | 46  | 14 | 15 | 17 | 57  | 59 | 60 | −1  |                                          |
| 16  | Queens Park Rangers            | 46  | 15 | 11 | 20 | 56  | 58 | 70 | −12 |                                          |
| 17  | Nottingham Forest              | 46  | 15 | 8  | 23 | 53  | 51 | 65 | −14 |                                          |
| 18  | Hull City                      | 46  | 11 | 16 | 19 | 49  | 70 | 70 | 0   |                                          |
| 19  | Birmingham City                | 46  | 13 | 7  | 26 | 46  | 38 | 68 | −30 |                                          |
| 20  | Reading                        | 46  | 10 | 14 | 22 | 44  | 48 | 70 | −22 |                                          |
| 21  | Bolton Wanderers               | 46  | 10 | 13 | 23 | 43  | 39 | 74 | −35 |                                          |
| 22  | Barnsley (R)                   | 46  | 9  | 14 | 23 | 41  | 48 | 72 | −24 | Degradatie naar League One               |
| 23  | Burton Albion (R)              | 46  | 10 | 11 | 25 | 41  | 38 | 81 | −43 | Degradatie naar League One               |
| 24  | Sunderland (R)                 | 46  | 7  | 16 | 23 | 37  | 52 | 80 | −28 | Degradatie naar League One               |

1. ↑  Vier teams spelen voor 1 plek en promotie naar de Premier League.

|  | halve finale  | halve finale | halve finale | halve finale |  |             | finale | finale | finale | finale |
|  |               |              |              |              |  |             |        |        |        |        |
|  |               |              |              |              |  |             |        |        |        |        |
|  | Fulham        | 0            | 2            | 2            |  |             |        |        |        |        |
|  | Derby County  | 1            | 0            | 1            |  |             |        |        |        |        |
|  |               |              |              |              |  | Fulham      |        |        | 1      |        |
|  |               |              |              |              |  | Aston Villa |        |        | 0      |        |
|  | Aston Villa   | 1            | 0            | 1            |  |             |        |        |        |        |
|  | Middlesbrough | 0            | 0            | 0            |  |             |        |        |        |        |

## Resultaten
| Thuis \ Uit             | AST | BAR | BIR | BOL | BRE | BRI | BRT | CAR | DER | FUL | HUL | IPS | LEE | MID | MIL | NOR | NOT | PNE | QPR | REA | SHU | SHW | SUN | WOL |
| ----------------------- | --- | --- | --- | --- | --- | --- | --- | --- | --- | --- | --- | --- | --- | --- | --- | --- | --- | --- | --- | --- | --- | --- | --- | --- |
| Aston Villa             |     | 3–1 | 2–0 | 1–0 | 0–0 | 5–0 | 3–2 | 1–0 | 1–1 | 2–1 | 1–1 | 2–0 | 1–0 | 0–0 | 0–0 | 4–2 | 2–1 | 1–1 | 1–3 | 3–0 | 2–2 | 1–2 | 2–1 | 4–1 |
| Barnsley                | 0–3 |     | 2–0 | 2–2 | 2–0 | 2–2 | 1–2 | 0–1 | 0–3 | 1–3 | 0–1 | 1–2 | 0–2 | 2–2 | 0–2 | 1–1 | 2–1 | 0–0 | 1–1 | 1–1 | 3–2 | 1–1 | 3–0 | 0–0 |
| Birmingham City         | 0–0 | 0–2 |     | 0–0 | 0–2 | 2–1 | 1–1 | 1–0 | 0–3 | 3–1 | 3–0 | 1–0 | 1–0 | 0–1 | 0–1 | 0–2 | 1–0 | 1–3 | 1–2 | 0–2 | 2–1 | 1–0 | 3–1 | 0–1 |
| Bolton Wanderers        | 1–0 | 3–1 | 0–1 |     | 0–3 | 1–0 | 0–1 | 2–0 | 1–2 | 1–1 | 1–0 | 1–1 | 2–3 | 0–3 | 0–2 | 2–1 | 3–2 | 1–3 | 1–1 | 2–2 | 0–1 | 2–1 | 1–0 | 0–4 |
| Brentford               | 2–1 | 0–0 | 5–0 | 2–0 |     | 2–2 | 1–1 | 1–3 | 1–1 | 3–1 | 1–1 | 1–0 | 3–1 | 1–1 | 1–0 | 0–1 | 3–4 | 1–1 | 2–1 | 1–1 | 1–1 | 2–0 | 3–3 | 0–0 |
| Bristol City            | 1–1 | 3–1 | 3–1 | 2–0 | 0–1 |     | 0–0 | 2–1 | 4–1 | 1–1 | 5–5 | 1–0 | 0–3 | 2–1 | 0–0 | 0–1 | 2–1 | 1–2 | 2–0 | 2–0 | 2–3 | 4–0 | 3–3 | 1–2 |
| Burton Albion           | 0–4 | 2–4 | 2–1 | 2–0 | 0–2 | 0–0 |     | 0–1 | 3–1 | 2–1 | 0–5 | 1–2 | 1–2 | 1–1 | 0–1 | 0–0 | 0–0 | 1–2 | 1–3 | 1–3 | 1–3 | 1–1 | 0–2 | 0–4 |
| Cardiff City            | 3–0 | 2–1 | 3–2 | 2–0 | 2–0 | 1–0 | 3–1 |     | 0–0 | 2–4 | 1–0 | 3–1 | 3–1 | 1–0 | 0–0 | 3–1 | 2–1 | 0–1 | 2–1 | 0–0 | 2–0 | 1–1 | 4–0 | 0–1 |
| Derby County            | 2–0 | 4–1 | 1–1 | 3–0 | 3–0 | 0–0 | 1–0 | 3–1 |     | 1–2 | 5–0 | 0–1 | 2–2 | 1–2 | 3–0 | 1–1 | 2–0 | 1–0 | 2–0 | 2–4 | 1–1 | 2–0 | 1–4 | 0–2 |
| Fulham                  | 2–0 | 2–1 | 1–0 | 1–1 | 1–1 | 0–2 | 6–0 | 1–1 | 1–1 |     | 2–1 | 4–1 | 2–0 | 1–1 | 1–0 | 1–1 | 2–0 | 2–2 | 2–2 | 1–0 | 3–0 | 0–1 | 2–1 | 2–0 |
| Hull City               | 0–0 | 1–1 | 6–1 | 4–0 | 3–2 | 2–3 | 4–1 | 0–2 | 0–0 | 2–2 |     | 2–2 | 0–0 | 1–3 | 1–2 | 4–3 | 2–3 | 1–2 | 4–0 | 0–0 | 1–0 | 0–1 | 1–1 | 2–3 |
| Ipswich Town            | 0–4 | 1–0 | 1–0 | 2–0 | 2–0 | 1–3 | 0–0 | 0–1 | 1–2 | 0–2 | 0–3 |     | 1–0 | 2–2 | 2–2 | 0–1 | 4–2 | 3–0 | 0–0 | 2–0 | 0–0 | 2–2 | 5–2 | 0–1 |
| Leeds United            | 1–1 | 2–1 | 2–0 | 2–1 | 1–0 | 2–2 | 5–0 | 1–4 | 1–2 | 0–0 | 1–0 | 3–2 |     | 2–1 | 3–4 | 1–0 | 0–0 | 0–0 | 2–0 | 0–1 | 1–2 | 1–2 | 1–1 | 0–3 |
| Middlesbrough           | 0–1 | 3–1 | 2–0 | 2–0 | 2–2 | 2–1 | 2–0 | 0–1 | 0–3 | 0–1 | 3–1 | 2–0 | 3–0 |     | 2–0 | 0–1 | 2–0 | 0–0 | 3–2 | 2–1 | 1–0 | 0–0 | 1–0 | 1–2 |
| Millwall                | 1–0 | 1–3 | 2–0 | 1–1 | 1–0 | 2–0 | 0–1 | 1–1 | 0–0 | 0–3 | 0–0 | 3–4 | 1–0 | 2–1 |     | 4–0 | 2–0 | 1–1 | 1–0 | 2–1 | 3–1 | 2–1 | 1–1 | 2–2 |
| Norwich City            | 3–1 | 1–1 | 1–0 | 0–0 | 1–2 | 0–0 | 0–0 | 0–2 | 1–2 | 0–2 | 1–1 | 1–1 | 2–1 | 1–0 | 2–1 |     | 0–0 | 1–1 | 2–0 | 3–2 | 1–2 | 3–1 | 1–3 | 0–2 |
| Nottingham Forest       | 0–1 | 3–0 | 2–1 | 3–2 | 0–1 | 0–0 | 2–0 | 0–2 | 0–0 | 1–3 | 0–2 | 2–1 | 0–2 | 2–1 | 1–0 | 1–0 |     | 0–3 | 4–0 | 1–1 | 2–1 | 0–3 | 0–1 | 1–2 |
| Preston North End       | 0–2 | 1–1 | 1–1 | 0–0 | 2–3 | 2–1 | 2–1 | 3–0 | 0–1 | 1–2 | 2–1 | 0–1 | 3–1 | 2–3 | 0–0 | 0–0 | 1–1 |     | 1–0 | 1–0 | 1–0 | 1–0 | 2–2 | 1–1 |
| Queens Park Rangers     | 1–2 | 1–0 | 3–1 | 2–0 | 2–2 | 1–1 | 0–0 | 2–1 | 1–1 | 1–2 | 2–1 | 2–1 | 1–3 | 0–3 | 2–2 | 4–1 | 2–5 | 1–2 |     | 2–0 | 1–0 | 4–2 | 1–0 | 2–1 |
| Reading                 | 2–1 | 3–0 | 0–2 | 1–1 | 0–1 | 0–1 | 1–2 | 2–2 | 3–3 | 1–1 | 1–1 | 0–4 | 2–2 | 0–2 | 0–2 | 1–2 | 3–1 | 1–0 | 1–0 |     | 1–3 | 0–0 | 2–2 | 0–2 |
| Sheffield United        | 0–1 | 1–0 | 1–1 | 0–1 | 1–0 | 1–2 | 2–0 | 1–1 | 3–1 | 4–5 | 4–1 | 1–0 | 2–1 | 2–1 | 1–1 | 0–1 | 0–0 | 0–1 | 2–1 | 2–1 |     | 0–0 | 3–0 | 2–0 |
| Sheffield Wednesday     | 2–4 | 1–1 | 1–3 | 1–1 | 2–1 | 0–0 | 0–3 | 0–0 | 2–0 | 0–1 | 2–2 | 1–2 | 3–0 | 1–2 | 2–1 | 5–1 | 3–1 | 4–1 | 1–1 | 3–0 | 2–4 |     | 1–1 | 0–1 |
| Sunderland              | 0–3 | 0–1 | 1–1 | 3–3 | 0–2 | 1–2 | 1–2 | 1–2 | 1–1 | 1–0 | 1–0 | 0–2 | 0–2 | 3–3 | 2–2 | 1–1 | 0–1 | 0–2 | 1–1 | 1–3 | 1–2 | 1–3 |     | 3–0 |
| Wolverhampton Wanderers | 2–0 | 2–1 | 2–0 | 5–1 | 3–0 | 3–3 | 3–1 | 1–2 | 2–0 | 2–0 | 2–2 | 1–0 | 4–1 | 1–0 | 1–0 | 2–2 | 0–2 | 3–2 | 2–1 | 3–0 | 3–0 | 0–0 | 0–0 |     |

## Statistieken
Data afkomstig van fbref.com

### Wedstrijden
Grootste thuis overwinning: 

20 januari 2018 Fulham FC - Burton Albion FC 6-0
Grootste uit overwinning: 

10 april 2018 Burton Albion FC - Hull City FC 0-5
Meest doelpuntrijke wedstrijd:

21 april 2018: Bristol City FC - Hull City FC 5-5
Langste reeks overwinningen:

8 wedstrijden Cardiff City FC
Langste reeks ongeslagen:

23 wedstrijden Fulham FC
Langste reeks zonder overwinning:

16 wedstrijden Sunderland FC
Langste reeks verloren:

8 wedstrijden Bolton Wanderers FC
Best bezochte wedstrijd:

41.745 toeschouwers, 28 april 2018: Aston Villa FC - Derby County FC 1-1

Slechtst bezochte wedstrijd:

2.750 toeschouwers, 30 januari 2018: Burton Albion FC - Reading FC 1-3

### Spelers

#### Topscorers
- In onderstaand overzicht zijn alleen de spelers opgenomen met tien of meer treffers achter hun naam.

| №  | Naam                  | Club                            | Goals | Pen. | Duels | Gem. |
| -- | --------------------- | ------------------------------- | ----- | ---- | ----- | ---- |
| 1  | Matěj Vydra           | Derby County                    | 21    | 6    | 40    | 0,53 |
| 2  | Lewis Grabban         | Sunderland / Aston Villa        | 20    | 4    | 37    | 0,54 |
| 3  | Leon Clarke           | Sheffield United                | 19    | 0    | 39    | 0,49 |
| 4  | Bobby Reid            | Bristol City                    | 19    | 3    | 46    | 0,41 |
| 5  | Diogo Jota            | Wolverhampton Wanderers         | 17    | 1    | 44    | 0,39 |
| 6  | Martyn Waghorn        | Ipswich Town                    | 16    | 1    | 44    | 0,36 |
| 7  | Britt Assombalonga    | Middlesbrough                   | 15    | 1    | 44    | 0,34 |
| 8  | Ryan Sessegnon        | Fulham                          | 15    | 0    | 46    | 0,33 |
| 9  | Albert Adomah         | Aston Villa                     | 14    | 3    | 39    | 0,36 |
| 10 | Jarrod Bowen          | Hull City                       | 14    | 0    | 42    | 0,33 |
| 11 | James Maddison        | Norwich City                    | 14    | 3    | 44    | 0,32 |
| 12 | Famara Diedhiou       | Bristol City                    | 13    | 1    | 32    | 0,41 |
| 13 | Billy Sharp           | Sheffield United                | 13    | 2    | 34    | 0,38 |
| 14 | Aleksandar Mitrović   | Fulham                          | 12    | 0    | 17    | 0,71 |
| 15 | Neal Maupay           | Brentford                       | 12    | 1    | 42    | 0,29 |
| 16 | Léo Bonatini          | Wolverhampton Wanderers         | 12    | 1    | 43    | 0,28 |
| 17 | Atdhe Nuhiu           | Sheffield Wednesday             | 11    | 2    | 28    | 0,39 |
| 18 | Kemar Roofe           | Leeds United                    | 11    | 0    | 36    | 0,31 |
| 19 | Patrick Bamford       | Middlesbrough                   | 11    | 0    | 39    | 0,28 |
| 20 | Conor Hourihane       | Aston Villa                     | 11    | 0    | 41    | 0,27 |
| 20 | Matt Smith            | Queens Park Rangers             | 11    | 0    | 41    | 0,27 |
| 22 | Gary Hooper           | Sheffield Wednesday             | 10    | 1    | 24    | 0,42 |
| 22 | Sean Maguire          | Preston North End               | 10    | 0    | 24    | 0,42 |
| 24 | Pierre-Michel Lasogga | Leeds United                    | 10    | 0    | 31    | 0,32 |
| 25 | Joe Garner            | Ipswich Town                    | 10    | 0    | 32    | 0,31 |
| 25 | Callum Paterson       | Cardiff City                    | 10    | 0    | 32    | 0,31 |
| 27 | Modou Barrow          | Reading                         | 10    | 0    | 41    | 0,24 |
| 27 | Gary Madine           | Bolton Wanderers / Cardiff City | 10    | 2    | 41    | 0,24 |
| 29 | Lee Gregory           | Millwall                        | 10    | 1    | 43    | 0,23 |
| 30 | George Saville        | Millwall                        | 10    | 0    | 44    | 0,23 |
| 31 | Ollie Watkins         | Brentford                       | 10    | 1    | 45    | 0,22 |

#### Hat-tricks
| Speler          | Club                | Tegenstander        | Uitslag | Datum            |
| --------------- | ------------------- | ------------------- | ------- | ---------------- |
| Abel Hernández  | Hull City           | Burton Albion       | 4–1     | 12 augustus 2017 |
| Conor Hourihane | Aston Villa         | Norwich City        | 4–2     | 19 augustus 2017 |
| Kieran Dowell   | Nottingham Forest   | Hull City           | 3–2     | 28 oktober 2017  |
| Leon Clarke4    | Sheffield United    | Hull City           | 4–1     | 4 november 2017  |
| Ryan Sessegnon  | Fulham              | Sheffield United    | 5–4     | 21 november 2017 |
| Leon Clarke     | Sheffield United    | Fulham              | 4–5     | 21 november 2017 |
| Matěj Vydra     | Derby County        | Middlesbrough       | 3–0     | 25 november 2017 |
| Kemar Roofe     | Leeds United        | Queens Park Rangers | 3–1     | 9 december 2017  |
| Patrick Bamford | Middlesbrough       | Leeds United        | 3–0     | 2 maart 2018     |
| Bobby Reid      | Bristol City        | Sheffield Wednesday | 4–0     | 3 maart 2018     |
| James Maddison  | Norwich City        | Hull City           | 3–4     | 10 maart 2018    |
| Atdhe Nuhiu     | Sheffield Wednesday | Norwich City        | 5–1     | 6 mei 2018       |

4 Player scored 4 goals

#### Assists
- In onderstaand overzicht zijn alleen de spelers opgenomen met acht of meer assists achter hun naam.

| №  | Naam             | Club                    | Assists | Duels | Gem. |
| -- | ---------------- | ----------------------- | ------- | ----- | ---- |
| 1  | Barry Douglas    | Wolverhampton Wanderers | 14      | 39    | 0,36 |
| 2  | Robert Snodgrass | Aston Villa             | 14      | 40    | 0,35 |
| 3  | Ivan Cavaleiro   | Wolverhampton Wanderers | 12      | 42    | 0,29 |
| 4  | Luke Freeman     | Queens Park Rangers     | 12      | 45    | 0,27 |
| 5  | Martyn Waghorn   | Ipswich Town            | 11      | 44    | 0,25 |
| 6  | Junior Hoilett   | Cardiff City            | 11      | 46    | 0,24 |
| 6  | Adam Reach       | Sheffield Wednesday     | 11      | 46    | 0,24 |
| 8  | Adama Traoré     | Middlesbrough           | 10      | 34    | 0,29 |
| 9  | Mark Duffy       | Sheffield United        | 9       | 36    | 0,25 |
| 10 | Matt Smith       | Queens Park Rangers     | 9       | 41    | 0,22 |
| 11 | Jed Wallace      | Millwall                | 9       | 43    | 0,21 |
| 12 | Pablo Hernández  | Leeds United            | 8       | 41    | 0,20 |
| 12 | Jamie Paterson   | Bristol City            | 8       | 41    | 0,20 |
| 14 | James Maddison   | Norwich City            | 8       | 44    | 0,18 |
| 14 | Steve Morison    | Millwall                | 8       | 44    | 0,18 |
| 15 | Stefan Johansen  | Fulham                  | 8       | 45    | 0,16 |

#### Gele en rode kaarten
- In onderstaand overzicht zijn alleen de spelers opgenomen met minimaal 10 gele kaarten achter hun naam.

In totaal werden er 1953 gele kaarten uitgedeeld.
| №  | Naam               | Club                             | Gele kaarten | Duels |
| -- | ------------------ | -------------------------------- | ------------ | ----- |
| 1  | Ben Pearson        | Preston North End                | 15           | 35    |
| 2  | Darnell Fisher     | Preston North End                | 14           | 34    |
| 3  | John Fleck         | Sheffield United                 | 14           | 41    |
| 4  | Karl Henry         | Bolton Wanderers                 | 13           | 33    |
| 5  | David Davis        | Birmingham City                  | 13           | 38    |
| 6  | Sebastian Larsson  | Hull City                        | 13           | 40    |
| 7  | Kalvin Phillips    | Leeds United                     | 13           | 41    |
| 8  | Pontus Jansson     | Leeds United                     | 13           | 42    |
| 9  | Rúben Neves        | Wolverhampton Wanderers          | 12           | 42    |
| 9  | Marlon Pack        | Bristol City                     | 12           | 42    |
| 9  | Josh Scowen        | Queens Park Rangers              | 12           | 42    |
| 12 | Joel Lynch         | Queens Park Rangers              | 11           | 25    |
| 13 | Liam Bridcutt      | Leeds United / Nottingham Forest | 11           | 27    |
| 14 | Lee Peltier        | Cardiff City                     | 11           | 30    |
| 15 | Grant Leadbitter   | Middlesbrough                    | 11           | 32    |
| 16 | Tom Naylor         | Burton Albion                    | 11           | 33    |
| 17 | Maikel Kieftenbeld | Birmingham City                  | 11           | 35    |
| 18 | Romain Saïss       | Wolverhampton Wanderers          | 11           | 42    |
| 19 | Joe Bryan          | Bristol City                     | 11           | 43    |
| 20 | Adam Clayton       | Middlesbrough                    | 10           | 32    |
| 21 | George Friend      | Middlesbrough                    | 10           | 33    |
| 22 | Callum Connolly    | Ipswich Town                     | 10           | 34    |
| 23 | Lee Cattermole     | Sunderland                       | 10           | 35    |
| 24 | Fraizer Campbell   | Hull City                        | 10           | 36    |
| 25 | Massimo Luongo     | Queens Park Rangers              | 10           | 39    |
| 26 | Jonas Knudsen      | Ipswich Town                     | 10           | 42    |
| 26 | Kevin McDonald     | Fulham                           | 10           | 42    |
| 28 | Martyn Waghorn     | Ipswich Town                     | 10           | 44    |
| 28 | Ryan Fredericks    | Fulham                           | 10           | 44    |
| 28 | Mark Beevers       | Bolton Wanderers                 | 10           | 44    |
| 31 | Stefan Johansen    | Fulham                           | 10           | 45    |
| 32 | Jake Bidwell       | Queens Park Rangers              | 10           | 46    |

Er werden in het seizoen 2017-18 82 rode kaarten uitgedeeld. Leeds United ontving de meeste kaarten, in totaal 7. In de tabel hieronder staan de spelers met meer dan 1 rode kaart. Deze rode kaart kan zowel in 1x rood zijn geweest of 2x geel.
| № | Naam               | Club                | Rode kaarten | Duels |
| - | ------------------ | ------------------- | ------------ | ----- |
| 1 | Gaetano Berardi    | Leeds United        | 3            | 31    |
| 2 | Jake Clarke-Salter | Sunderland          | 2            | 11    |
| 3 | Glenn Loovens      | Sheffield Wednesday | 2            | 20    |
| 4 | Liam Cooper        | Leeds United        | 2            | 30    |
| 5 | Harlee Dean        | Birmingham City     | 2            | 34    |
| 5 | Adama Traoré       | Middlesbrough       | 2            | 34    |

### Clubs
| Team                    | Goal | Assist | Gele kaarten | Rode kaarten | De nul gehouden | Voor | Voor | SoDV | Tegen | Tegen | SoDT | e.d. | Ovt |
| ----------------------- | ---- | ------ | ------------ | ------------ | --------------- | ---- | ---- | ---- | ----- | ----- | ---- | ---- | --- |
| Aston Villa             | 72   | 52     | 56           | 2            | 20              | 8    | 0    | 204  | 1     | 1     | 177  | 2    | 507 |
| Barnsley                | 48   | 26     | 73           | 2            | 8               | 2    | 1    | 192  | 5     | 0     | 205  | 0    | 496 |
| Birmingham City         | 38   | 28     | 80           | 6            | 10              | 2    | 1    | 185  | 2     | 1     | 201  | 2    | 562 |
| Bolton Wanderers        | 39   | 28     | 99           | 2            | 9               | 2    | 0    | 141  | 5     | 0     | 218  | 0    | 660 |
| Brentford               | 62   | 41     | 66           | 3            | 15              | 2    | 2    | 226  | 3     | 2     | 177  | 1    | 504 |
| Bristol City            | 67   | 46     | 81           | 4            | 14              | 4    | 0    | 191  | 1     | 1     | 162  | 5    | 566 |
| Burton Albion           | 38   | 23     | 66           | 2            | 11              | 2    | 1    | 131  | 3     | 1     | 208  | 1    | 490 |
| Cardiff City            | 69   | 52     | 81           | 1            | 19              | 6    | 3    | 223  | 3     | 0     | 190  | 2    | 678 |
| Derby County            | 70   | 50     | 73           | 2            | 19              | 8    | 1    | 189  | 4     | 3     | 145  | 1    | 577 |
| Fulham                  | 79   | 49     | 76           | 3            | 15              | 4    | 1    | 209  | 1     | 1     | 162  | 0    | 501 |
| Hull City               | 70   | 47     | 85           | 2            | 12              | 6    | 3    | 194  | 7     | 1     | 193  | 1    | 630 |
| Ipswich Town            | 57   | 42     | 86           | 2            | 14              | 1    | 1    | 157  | 4     | 0     | 216  | 1    | 597 |
| Leeds United            | 59   | 42     | 88           | 7            | 14              | 1    | 1    | 171  | 6     | 1     | 187  | 2    | 558 |
| Middlesbrough           | 67   | 43     | 83           | 5            | 16              | 4    | 2    | 174  | 6     | 0     | 167  | 1    | 569 |
| Millwall                | 56   | 39     | 77           | 4            | 19              | 2    | 2    | 205  | 2     | 0     | 177  | 0    | 613 |
| Norwich City            | 49   | 35     | 90           | 1            | 15              | 4    | 1    | 178  | 4     | 2     | 200  | 2    | 570 |
| Nottingham Forest       | 51   | 32     | 95           | 1            | 13              | 3    | 1    | 181  | 2     | 1     | 204  | 2    | 528 |
| Preston North End       | 57   | 38     | 108          | 5            | 15              | 4    | 2    | 201  | 4     | 0     | 143  | 0    | 551 |
| Queens Park Rangers     | 58   | 43     | 85           | 4            | 7               | 2    | 1    | 209  | 3     | 1     | 182  | 3    | 605 |
| Reading                 | 48   | 30     | 83           | 5            | 8               | 3    | 0    | 146  | 5     | 4     | 216  | 1    | 514 |
| Sheffield United        | 62   | 45     | 82           | 4            | 10              | 2    | 0    | 188  | 2     | 2     | 149  | 0    | 534 |
| Sheffield Wednesday     | 59   | 43     | 76           | 5            | 12              | 4    | 0    | 156  | 6     | 3     | 214  | 1    | 521 |
| Sunderland              | 52   | 36     | 93           | 6            | 6               | 2    | 1    | 173  | 3     | 0     | 216  | 3    | 546 |
| Wolverhampton Wanderers | 82   | 57     | 71           | 4            | 24              | 5    | 1    | 239  | 3     | 2     | 141  | 2    | 570 |

## Bezoekersaantallen
| Team                    | Stadion              | Capaciteit | Gemiddeld | Minimum | Maximum | Percentage vol |
| ----------------------- | -------------------- | ---------- | --------- | ------- | ------- | -------------- |
| Aston Villa             | Villa Park           | 42,790     | 32,097    | 26,631  | 41,745  | 75%            |
| Barnsley                | Oakwell Stadium      | 23,009     | 13,704    | 10,920  | 17,163  | 60%            |
| Birmingham City         | St Andrews Stadium   | 30,015     | 21,042    | 18,301  | 27,608  | 70%            |
| Bolton Wanderers        | Macron Stadium       | 28,723     | 15,887    | 13,113  | 21,097  | 55%            |
| Brentford               | Griffin Park         | 12,300     | 10,234    | 7,957   | 12,367  | 83%            |
| Bristol City            | Ashton Gate          | 27,000     | 20,953    | 17,203  | 25,540  | 78%            |
| Burton Albion           | Pirelli Stadium      | 6,912      | 4,645     | 2,750   | 6,535   | 67%            |
| Cardiff City            | Cardiff City Stadium | 33,300     | 20,164    | 15,951  | 32,478  | 61%            |
| Derby County            | Pride Park Stadium   | 33,600     | 27,175    | 23,296  | 31,196  | 81%            |
| Fulham                  | Craven Cottage       | 25,700     | 19,896    | 15,792  | 24,547  | 77%            |
| Hull City               | KCOM Stadium         | 25,404     | 15,622    | 13,524  | 18,026  | 61%            |
| Ipswich Town            | Portman Road         | 30,300     | 16,271    | 13,061  | 24,928  | 54%            |
| Leeds United            | Elland Road          | 37,890     | 31,521    | 26,434  | 35,377  | 83%            |
| Middlesbrough           | Riverside Stadium    | 34,742     | 25,544    | 22,848  | 29,443  | 74%            |
| Millwall                | The Den              | 20,146     | 13,368    | 9,817   | 17,617  | 66%            |
| Norwich City            | Carrow Road          | 27,220     | 25,785    | 21,167  | 27,100  | 95%            |
| Nottingham Forest       | City Ground          | 30,445     | 24,680    | 20,596  | 29,106  | 81%            |
| Preston North End       | Deepdale             | 23,408     | 13,774    | 10,796  | 18,570  | 59%            |
| Queens Park Rangers     | Loftus Road          | 18,439     | 13,928    | 11,488  | 16,934  | 76%            |
| Reading                 | Madejski Stadium     | 24,161     | 16,656    | 6,769   | 21,771  | 69%            |
| Sheffield United        | Bramall Lane         | 32,702     | 26,854    | 24,409  | 31,120  | 82%            |
| Sheffield Wednesday     | Hillsborough         | 39,752     | 25,995    | 22,733  | 32,839  | 65%            |
| Sunderland              | Stadium of Light     | 49,000     | 27,635    | 24,894  | 31,237  | 56%            |
| Wolverhampton Wanderers | Molineux             | 31,700     | 28,298    | 23,045  | 30,239  | 89%            |

Er is voor de bezoekersaantallen gekeken naar de thuiswedstrijden van de clubs.

## Prijzen

### Speler en manager van de maand
| Maand     | Manager van de maand | Manager van de maand    | Speler van de maand    | Speler van de maand     | Referentie      |
| Maand     | Manager              | Club                    | Speler                 | Club                    | Referentie      |
| --------- | -------------------- | ----------------------- | ---------------------- | ----------------------- | --------------- |
| Augustus  | Neil Warnock         | Cardiff City            | Nathaniel Mendez-Laing | Cardiff City            | [ 99 ] [ 100 ]  |
| September | Lee Johnson          | Bristol City            | Aden Flint             | Bristol City            | [ 101 ] [ 102 ] |
| Oktober   | Gary Rowett          | Derby County            | Léo Bonatini           | Wolverhampton Wanderers | [ 103 ] [ 104 ] |
| November  | Nuno                 | Wolverhampton Wanderers | Leon Clarke            | Sheffield United        | [ 105 ] [ 106 ] |
| December  | Gary Rowett          | Derby County            | Scott Carson           | Derby County            | [ 107 ] [ 108 ] |
| Januari   | Steve Bruce          | Aston Villa             | Ryan Sessegnon         | Fulham                  | [ 109 ] [ 110 ] |
| Februari  | Neil Warnock         | Cardiff City            | Oli McBurnie           | Barnsley                | [ 111 ] [ 112 ] |
| Maart     | Neil Warnock         | Cardiff City            | Aleksandar Mitrović    | Fulham                  | [ 113 ] [ 114 ] |
| April     | Slaviša Jokanović    | Fulham                  | Aleksandar Mitrović    | Fulham                  | [ 115 ] [ 116 ] |